# Deloraine
Deloraine è una città della Tasmania, Australia. È situata a 50 km a ovest di Launceston e a 52 km a sud di Devonport.

## Storia
La zona dove sorge la città fu scoperta nel 1823 dal capitano Rolland che fu mandato dal governatore Sorell alla ricerca di nuove zone adatte per l'agricoltura. Due anni più tardi, nel 1825, il governatore Arthur nominò dei commissari affinché valutassero le terre destinate ad unirsi alle Crown Land, proprietà terriere della corona britannica. I coloni di Deloraine furono i primi a dover pagare e prendere contratti di locazione. Per facilitare l'aumento della popolazione nel 1850 furono cambiate alcune leggi per facilitare l'acquisto di terreni a prezzi più bassi. Ci fu così un notevole incremento degli insediamenti e nel 1872 fu costruita la prima linea ferroviaria tra Launceston e Deloraine.

## Amministrazione

### Gemellaggi
La città è gemellata con Hokitika in Nuova Zelanda.